# مصطفی میری
مصطفی میری (انگلیسی: Mustafa Merry؛ زادهٔ ۲۱ آوریل ۱۹۵۸) بازیکن سابق فوتبال اهل مراکش است.
وی از سال ۱۹۸۴ تا ۱۹۸۶ در تیم ملی فوتبال مراکش بازی انجام داده است و عضو این تیم در جام جهانی فوتبال ۱۹۸۶ بوده است.